# N831 (België)
De N831 is een gewestweg in de Belgische provincies Luxemburg en Luik. De route verbindt de N623 in Hamoir met de N86 in Barvaux. De route heeft een lengte van ongeveer 11 kilometer en bestaat uit twee rijstroken voor beide rijrichtingen samen.

## Plaatsen langs de N831
- Hamoir
- Verlaine-sur-Ourthe
- Tohonge
- Barvaux